# Nemaha (Nebraska)
Nemaha è un comune degli Stati Uniti d'America, situato nello Stato del Nebraska, nella contea di Nemaha.